# Denis Bernard
Denis Bernard (* 9. Juni 1961) ist ein französischer theoretischer Physiker.

## Leben
Bernard studierte 1980 bis 1985 an der École normale supérieure (ENS) in Paris (Agrégation in Physik 1983) und wurde 1987 an der Universität Paris XI promoviert, an der er sich auch 1993 habilitierte. Als Post-Doktorand war er 1987/88 an der Princeton University und 1988/89 am Institute for Advanced Study. 1988 wurde er Chargé de Recherches beim CNRS und 1995 Forschungsdirektor (ab 2015 classe exceptionelle). Er war zunächst bis 2005 am Zentrum für Theoretische Physik in Saclay und danach am Labor für Theoretische Physik der ENS. Zusätzlich war er 2002 bis 2016 in Teilzeit Professor an der École polytechnique.
1995/96 war er am IHES. Bernard war unter anderem Gastprofessor an der Universität München, am MSRI in Berkeley und an der Universität Chicago.
Er forschte über Stringtheorie, Turbulenz und turbulenten Transport, Zufallsgeometrie und zufällige räumliche Prozesse (unter anderem Schramm-Löwner-Evolution), konforme Feldtheorien, integrable Systeme, Quantenrauschen und Quantensysteme im Nichtgleichgewicht.
1998 erhielt er den Paul-Langevin-Preis und 2004 die Silbermedaille des CNRS.

## Schriften (Auswahl)
- mit P. DiFrancesco: Les mille et une facettes de l’intégrabilité, Pour la Science, Oktober 2005
- mit M. Bauer: Conformal field theories of stochastic Loewner evolutions, Comm. Math. Phys., Band 239, 2003, S. 493–521
- mit M. Bauer: 2D growth processes: SLE and Loewner chains, Physics Reports, Band 432, 2006, S. 115–221